# Henckelia pauziana
Henckelia pauziana är en tvåhjärtbladig växtart som beskrevs av R. Kiew. Henckelia pauziana ingår i släktet Henckelia och familjen Gesneriaceae. Inga underarter finns listade i Catalogue of Life.